# 이순자 (카누 선수)
이순자 (1978년 5월 23일 ~ )는 대한민국의 카누 선수이다. 그녀는 2008년 베이징 하계 올림픽때 K-1 500m 예선에서 탈락했다.

## 참조
- Sports-Reference.com profile